# Instituto de Estudos Catalães

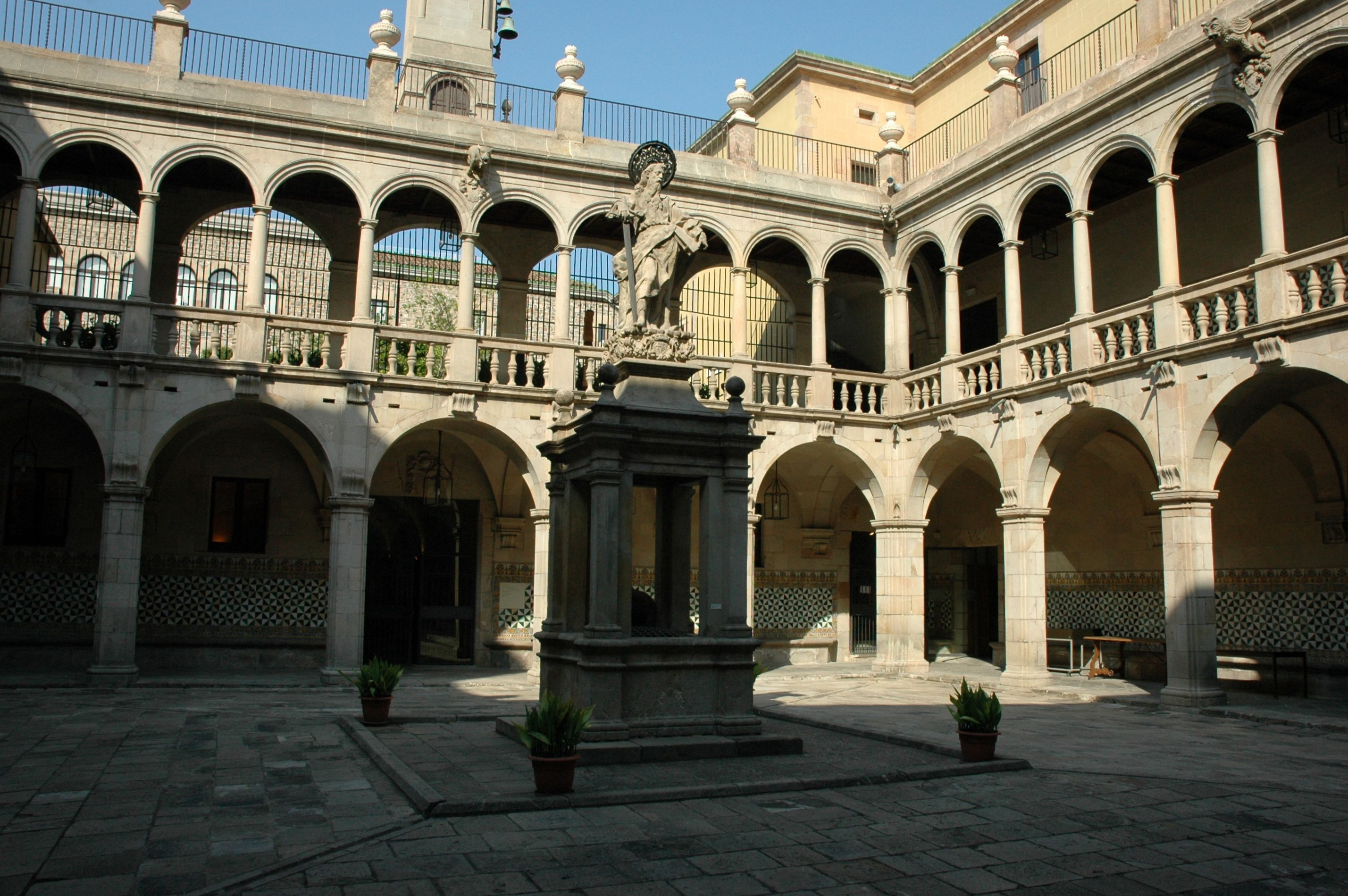
Sede do Instituto de Estudos Catalães, em Barcelona.

O Instituto de Estudos Catalães (em catalão, Institut d'Estudis Catalans, IEC) é uma instituição académica, científica e cultural, cujo objetivo é a pesquisa científica em todos os elementos da cultura catalã.
Foi fundado pela Diputació de Barcelona em 18 de junho de 1907, por iniciativa do então presidente da Diputació, Enric Prat de la Riba. Encontra-se sediado em Barcelona, com delegações em todo o seu âmbito geográfico de atuação, ou seja, em toda a área geográfica de língua e cultura catalãs.

## Secção filológica
A secção filológica do IEC tem a função de academia da língua catalã. As suas competências normalizadoras são reconhecidas na Catalunha, nas ilhas Baleares e em Andorra. Em Rossilhão, apesar do carácter não oficial desta língua, o Conselho Geral do departamento dos Pirenéus Orientais também reconhece a sua autoridade normativa. Na Comunidade Valenciana regem-se pelas normas da Academia Valenciana da Língua, que são, na verdade, as mesmas que as do IEC (ver Normas de Castelló); enquanto que na Faixa de Aragão, utilizam-se de facto as normas do IEC, por falta da oficialidade do catalão. O IEC é atualmente o encarregado da revisão do Diccionari català-valencià-balear.